# Claude Sarrau
Claude Sarrau, en latin Sarravius, littérateur français, né dans la Guyenne, vers la fin du XVIe siècle, d'une famille noble et connue par son attachement à la réforme.
Il cultiva dans sa jeunesse la philosophie et la jurisprudence et fit de grands progrès dans les langues anciennes. Pourvu d'une charge de conseiller au parlement de Rouen, il montra dans l'exercice de ses fonctions un désintéressement et une intégrité qui lui méritèrent l'estime générale. Il entretenait une correspondance suivie sur des matières d'érudition avec les savants les plus distingués de la France et des Pays-Bas. Appelé comme conseiller au parlement de Paris en 1639, il fut renvoyé l'année suivante à Rouen pour y faire l'intérim pendant l'exil du parlement de Normandie. Il n'accepta cette commission qu'à regret et ne négligea rien pour adoucir la punition de ses anciens collègues. Leur rappel lui permit bientôt de retourner à Paris reprendre ses occupations.
Sa réputation d'érudit était si bien établie qu'on le consultait de toute part. An nombre de ses amis ou de ses correspondants, on distingue Grotius, Preinsheim, Julien Le Paulmier, Fred. Gronovius, Samuel Petit, Jacques Godefroy, Saumaise, Vossius, Henri Valois, etc.
Quelques vers latins sur une médaille de la reine Christine de Suède lui valurent des témoignages particuliers de la bienveillance de cette princesse. Il devint son correspondant à Paris, se chargea de lui procurer des manuscrits et négocia pour elle l'acquisition de la bibliothèque de Mesmes (les prétentions des héritiers firent échouer ce marché.). Il fut tourmenté dans ses dernières années par la goutte et par la pierre et mourut, le 30 mai 1651, avec la réputation d'un magistrat intègre et d'un savant du premier ordre.
On lui attribue la préface du recueil de Grotius Epistolae ad Gallos, 1648, in-12 ; il avait le dessein de publier les Annales Belgiques du même auteur, et il offrit, dit-on, à sa veuve deux mille livres du manuscrit ; mais elle n'accepta pas cette proposition.
Un choix de lettres de Sarrau (Sarravii epistolae, opus posthumum) fut publié par son fils Isaac, Orange, 1654, in-8°, précédé d'une dédicace à la reine Christine, et suivi des pièces de vers composées sur la mort de ce digne magistrat.
Pieter Burmann a réimprimé les lettres de Sarrau à la suite de celles de Marquard Gudius, Utrecht, 1697, ou Leyde, 1711, in-4°. Cette édition est augmentée. Le Sylloge Epistolarum de Burmann contient une lettre inédite de Sarrau à Heinsius, V, 585 ; enfin on a des notes de Sarrau sur le Perroniana, édition de 1740.

### Source
« Claude Sarrau », dans Louis-Gabriel Michaud, Biographie universelle ancienne et moderne : histoire par ordre alphabétique de la vie publique et privée de tous les hommes avec la collaboration de plus de 300 savants et littérateurs français ou étrangers, 2e édition, 1843-1865 [détail de l’édition]